# Praça José de Alencar
A Praça José de Alencar é uma praça localizada no bairro do Flamengo, no Rio de Janeiro, no Brasil. Situa-se na confluência das ruas do Catete, Conde de Baependi, Barão do Flamengo, Marquês de Abrantes e Senador Vergueiro.

## História
Seu nome anterior era Largo do Catete. Em 1882, foi construído, ao lado da praça, o primeiro templo metodista no Brasil. Tem o nome atual desde 1897, quando passou a ser adornada com uma estátua do escritor brasileiro José de Alencar confeccionada pelo escultor Rodolfo Bernardelli. Na base da estátua, estão gravadas cenas dos seguintes romances do autor: O Guarani, Iracema, O Gaúcho e O Sertanejo.
Antes da canalização do Rio Carioca, em 1905, existia, ao lado da praça, a Ponte do Salema, também chamada Ponte do Catete, que fazia a ligação entre os bairros do Catete e do Flamengo desde 1576. Próximo à praça, na esquina da Rua Barão do Flamengo com a Rua Senador Vergueiro, foi assassinado o senador José Gomes Pinheiro Machado em 1915. Na época, ali se localizava a entrada do Hotel dos Estrangeiros.